# داستين رانسوم
داستين رانسوم (بالإنجليزية: Dustin Ransom)‏ هو ملحن ومنتج أسطوانات أمريكي، ولد في 5 ديسمبر 1986 في إيفانسفيل في الولايات المتحدة.

## وصلات خارجية
- داستين رانسوم على موقع IMDb (الإنجليزية)
- داستين رانسوم على موقع قاعدة بيانات الفيلم (الإنجليزية)